# The Wire (4.ª temporada)
A quarta temporada da série de televisão The Wire foi exibida nos Estados Unidos de 10 de setembro a 10 de dezembro de 2006 e contém 13 episódios. Ele apresenta o sistema escolar de Baltimore, introduz vários alunos do ensino médio e continua a explorar os remanescentes da Organização Barksdale, a ascendente Organização Stanfield, o Departamento de Polícia de Baltimore e os políticos.
A quarta temporada foi ao ar aos domingos às 21:00 horas nos Estados Unidos. Foi lançada em DVD como uma caixa de quatro discos sob o título de The Wire: The Complete Fourth Season em 4 de dezembro de 2007 pela HBO Video.

## Produção

### Equipe
O dramaturgo e escritor/produtor de televisão Eric Overmyer se juntou à equipe para a quarta temporada do programa como produtor consultor e escritor. Ele já havia trabalhado em Homicide e foi trazido para a equipe de produção em tempo integral para substituir George Pelecanos, que reduziu seu envolvimento para se concentrar em seu próximo livro, trabalhando na quarta temporada apenas como escritor. David Mills, vencedor do prêmio Emmy, escritor de Homicide and The Corner e amigo de faculdade de Simon, juntou-se à equipe de roteiristas. O escritor regular Ed Burns tornou-se produtor nesta temporada.

### Elenco
O foco da quarta temporada alterna entre uma escola local, a eleição para prefeito, a política do departamento de polícia e a ação nas esquinas. O elenco principal de retorno consistia em Dominic West como o oficial Jimmy McNulty, o ex-detetive insubordinado que tenta se livrar de suas habilidades e problemas em favor de uma vida melhor. Na época, West estava com saudades de casa e queria passar um tempo com sua filha na Inglaterra; ele também sentiu que o arco da trama do personagem havia atingido um ponto final razoável na 3ª temporada, então combinou com os escritores para que o papel de McNulty fosse bastante reduzido na temporada.
Lance Reddick reprisou seu papel como recém-promovido major Cedric Daniels, agora comandando o distrito oeste. Um dos sargentos de Daniels no distrito era o sargento Ellis Carver, interpretado por Seth Gilliam. Robert Wisdom reprisou seu papel como o ex-comandante do distrito ocidental Howard "Bunny" Colvin, que se tornou um pesquisador de campo após um curto período trabalhando na segurança de um hotel após sua aposentadoria do Departamento de Polícia de Baltimore.
A Unidade de Crimes Graves viu uma mudança no pessoal nesta temporada. Kima Greggs, interpretada por Sonja Sohn, e Lester Freamon, interpretado por Clarke Peters, foram transferidos para a Unidade de Homicídios depois que o novo tenente da Unidade de Crimes Graves encerrou a escuta e interrompeu a investigação de Freamon sobre o esquema de Barksdale. Corey Parker-Robinson interpretou o detetive Leander Sydnor, um dos dois detetives que permanecem na Unidade de Crimes Graves após a chegada do novo tenente. Domenick Lombardozzi voltou como Thomas "Herc" Hauk, um ex-membro da Unidade de Crimes Graves cujo trabalho na segurança do prefeito lhe rendeu uma promoção a sargento e uma transferência de volta para sua antiga unidade após a partida de Freamon e Greggs.
Wendell Pierce interpretou o veterano detetive de homicídios Bunk Moreland. Deirdre Lovejoy estrelou como assistente do procurador do estado, Rhonda Pearlman. Andre Royo voltou como Bubbles, que continuou a se entregar ao vício em drogas e a atuar como um informante ocasional. Jim True-Frost interpretou Roland "Prez" Pryzbylewski, um ex-membro da Unidade de Crimes Graves que se tornou professor em uma escola do centro da cidade após matar inadvertidamente um colega policial na terceira temporada.
A polícia era supervisionada por dois comandantes mais preocupados com a política e suas próprias carreiras do que com o caso, o vice-comissário de operações William Rawls (John Doman) e o comissário Ervin Burrell (Frankie Faison). Na prefeitura, Tommy Carcetti (Aidan Gillen)  era um ambicioso vereador que buscava se tornar prefeito. Juntando-se ao elenco para a quarta temporada estava Reg E. Cathey como vice-gerente de campanha de Carcetti, Norman Wilson. Glynn Turman também se juntou ao elenco após ter um papel recorrente durante a terceira temporada como o prefeito Clarence Royce.
Nas ruas, o ex-chefe da equipe de Barksdale, Bodie Broadus (JD Williams) juntou-se à organização do novo traficante Marlo Stanfield (Jamie Hector). Michael K. Williams interpretou o renomado assaltante Omar Little. Juntando-se ao elenco nesta temporada depois de ter um papel recorrente na terceira temporada está Chad L. Coleman como Dennis "Cutty" Wise, um membro reformado da organização Barksdale que abriu uma academia de boxe para crianças da vizinhança.
Dois membros do elenco principal da terceira temporada não retornaram para a quarta temporada após o término das histórias de seus personagens. Tanto Wood Harris (Avon Barksdale) quanto Idris Elba (Stringer Bell) deixaram o elenco principal no episódio final da terceira temporada.

#### Personagens recorrentes
Muitas estrelas convidadas das temporadas anteriores reprisaram seus papéis. Proposition Joe (Robert F. Chew), o cauteloso chefão das drogas do East Side, tornou-se mais cooperativo com a Organização Stanfield após a morte de Stringer Bell. Seu tenente e sobrinho, "Cheese" (Method Man) continuou a escapar da investigação da Unidade de Crimes Graves. Hassan Johnson reprisa seu papel como o executor encarcerado de Barksdale , Wee-Bey Brice. O ex-executor de Barksdale Slim Charles (Anwan Glover) voltou como um novo recruta para a organização de Proposition Joe. Vários membros da Organização Stanfield apresentados na terceira temporada também retornaram: Chris Partlow (Gbenga Akinnagbe), o principal executor de Stanfield; e Felicia "Snoop" Pearson (Felicia Pearson) Tray Chaney continua interpretando o ex-chefe da equipe de Barksdale, Poot Carr, que se junta à organização Stanfield nesta temporada.
Michael Hyatt reprisou seu papel como Brianna Barksdale. Michael Kostroff voltou como o advogado de defesa Maurice Levy. Isiah Whitlock Jr. reprisou seu papel como o senador estadual corrupto Clay Davis, cujo envolvimento com o dinheiro de Barksdale lhe causa problemas com a Unidade de Crimes Graves. A tripulação de Omar Little mudou o foco para a organização Stanfield e a New Day Co-op e consistia em seu novo namorado Renaldo (Ramón Rodríguez), a parceira Kimmy (Kelli R. Brown) e o conselheiro Butchie (S. Robert Morgan).
Muitas estrelas convidadas também reprisaram seus personagens do departamento de polícia. As estrelas convidadas que retornaram na unidade de homicídios incluíram Delaney Williams como o sargento Jay Landsman, Ed Norris como o detetive Ed Norris, e Brian Anthony Wilson como o detetive Vernon Holley. Al Brown e Jay Landsman reprisaram seus papéis como Major Stan Valchek e Tenente Dennis Mello. Michael Salconi reapareceu como o patrulheiro ocidental veterano Michael Santangelo. Gregory L. Williams interpretou Michael Crutchfield, um rabugento detetive de homicídios. Joilet F. Harris voltou como Caroline Massey, uma oficial da Unidade de Crimes Graves. Juntando-se à Unidade de Crimes Graves nesta temporada está Kenneth Dozerman (Rick Otto). No distrito oeste, a equipe de Carver inclui Anthony Colicchio (Benjamin Busch), Lloyd "Truck" Garrick (Ryan Sands e Lambert (Nakia Dillard).
No enredo político, Cleo Reginald Pizana voltou como Coleman Parker, chefe de gabinete de Royce. Brandy Burre apareceu como Theresa D'Agostino, uma consultora de campanha política. Frederick Strother atuou como Odell Watkins, um delegado estadual e criador de reis políticos. Christopher Mann interpretou o colega do conselho municipal de Carcetti , Anthony Gray. Maria Broom retorna como Marla Daniels, a ex-esposa do Major Daniels que está concorrendo a uma cadeira no conselho da cidade.
A quarta temporada também viu o retorno de dois ex-protagonistas da segunda temporada: Amy Ryan como a policial Beadie Russell, oficial do porto e parceira de Jimmy McNulty, e Paul Ben-Victor como Spiros Vondas, o segundo no comando da operação de contrabando de drogas da Grécia.
A mudança de foco para as escolas viu a introdução de quatro jovens atores em papéis recorrentes importantes nesta temporada: Jermaine Crawford como Duquan "Dukie" Weems; Maestro Harrell como Randy Wagstaff; Julito McCullum como Namond Brice; e Tristan Wilds como Michael Lee. Os personagens são amigos de uma escola secundária de West Baltimore. Outros novos personagens da escola incluíram Tootsie Duvall como Diretora Assistente Marcia Donnelly; David Parenti (Dan DeLuca), um professor de Sociologia na Universidade de Maryland que trabalha com Bunny Colvin na escola para estudar potenciais criminosos violentos; Stacie Davis interpretou Miss Duquette, uma estudante de doutorado que trabalha com Parenti e Colvin; Aaron "Bug" Manigault (Keenon Brice), irmão mais novo de Michael Lee; Kenard (Thuliso Dingwall), um dos membros mais jovens do círculo de amigos de Namond Brice; e Richard Hidlebird como Diretor Claudell Withers.

#### Elenco principal
- Dominic West como Jimmy McNulty (9 episódios)
- John Doman como William Rawls (11 episódios)
- Frankie Faison como Ervin Burrell (10 episódios)
- Aidan Gillen como Tommy Carcetti (13 episódios)
- Deirdre Lovejoy como Rhonda Pearlman (9 episódios)
- Clarke Peters como Lester Freamon (11 episódios)
- Wendell Pierce como William "Bunk" Moreland (12 episódios)
- Lance Reddick como Cedric Daniels (12 episódios)
- Andre Royo como Reginald "Bubbles" Cousins (9 episódios)
- Sonja Sohn como Kima Greggs (12 episódios)
- Jim True-Frost como Roland Pryzbylewski (13 episódios)
- Robert Wisdom como Howard "Bunny" Colvin (11 episódios)
- Seth Gilliam como Ellis Carver (11 episódios)
- Domenick Lombardozzi como Thomas "Herc" Hauk (13 episódios)
- Reg E. Cathey como Norman Wilson (13 episódios)
- Chad Coleman como Dennis "Cutty" Wise (7 episódios)
- Jamie Hector como Marlo Stanfield (13 episódios)
- Glynn Turman como Clarence Royce (7 episódios)
- JD Williams como Bodie Broadus (9 episódios)
- Michael K. Williams como Omar Little (9 episódios)
- Corey Parker Robinson como Leander Sydnor (11 episódios)

## Episódios
| N.º na série | N.º na temp. | Título               | Dirigido por      | Escrito por                    | Exibição original      | Audiência (milhões) |
| ------------ | ------------ | -------------------- | ----------------- | ------------------------------ | ---------------------- | ------------------- |
| 38           | 1            | "Boys of Summer"     | Joe Chappelle     | David Simon & Ed Burns         | 10 de setembro de 2006 | ASD                 |
| 39           | 2            | "Soft Eyes"          | Christine Moore   | David Simon & David Mills      | 17 de setembro de 2006 | ASD                 |
| 40           | 3            | "Home Rooms"         | Seith Mann        | David Simon & Richard Price    | 24 de setembro de 2006 | ASD                 |
| 41           | 4            | "Refugees"           | Jim McKay         | David Simon & Dennis Lehane    | 1 de outubro de 2006   | ASD                 |
| 42           | 5            | "Alliances"          | David Platt       | David Simon & Ed Burns         | 8 de outubro de 2006   | ASD                 |
| 43           | 6            | "Margin of Error"    | Dan Attias        | David Simon & Eric Overmyer    | 15 de outubro de 2006  | ASD                 |
| 44           | 7            | "Unto Others"        | Anthony Hemingway | David Simon & William F. Zorzi | 29 de outubro de 2006  | ASD                 |
| 45           | 8            | "Corner Boys"        | Agnieszka Holland | David Simon & Richard Price    | 5 de novembro de 2006  | ASD                 |
| 46           | 9            | "Know Your Place"    | Alex Zakrzewski   | David Simon & Kia Corthron     | 12 de novembro de 2006 | ASD                 |
| 47           | 10           | "Misgivings"         | Ernest Dickerson  | David Simon & Eric Overmyer    | 19 de novembro de 2006 | ASD                 |
| 48           | 11           | "A New Day"          | Brad Anderson     | David Simon & Ed Burns         | 26 de novembro de 2006 | ASD                 |
| 49           | 12           | "That's Got His Own" | Joe Chappelle     | David Simon & George Pelecanos | 3 de dezembro de 2006  | ASD                 |
| 50           | 13           | "Final Grades"       | Ernest Dickerson  | David Simon & Ed Burns         | 10 de dezembro de 2006 | ASD                 |

## Recepção
A quarta temporada de The Wire está listada como uma das temporadas de TV individuais mais bem avaliadas de todos os tempos no Metacritic, com uma pontuação de 98/100 com base em 21 críticos - incluindo 17 avaliações de pontuação perfeita. No Rotten Tomatoes, a temporada tem um índice de aprovação de 100% com nota média de 9,7/10 com base em 24 avaliações. O consenso crítico do site diz: "Personagens realisticamente falhos em circunstâncias angustiantes e intransigentes, junto com uma narrativa envolvente, fazem de The Wire um dos principais dramas da TV de seu tempo."